# 陈太尉宫
陈太尉宫，位于中华人民共和国福建省福州市罗源县中房镇乾溪村，是一座与福州华林寺大殿、莆田元妙观三清殿齐名的福建现存三大宋代古建筑。因通体未用一根钉子且集五代、宋、明、清的建筑风格于一体，而被誉为“江南古建筑的瑰宝”。2001年，陈太尉宫入选第五批全国重点文物保护单位。

## 历史
陈太尉宫原为陈氏宗祠。唐朝乾符三年（876年），河南固始人陈苏随王審知入闽，是为当地陈氏之始祖。陈苏来到福建后，定居罗源新丰里曹峰（今中房镇一带地区），教导当地农民进行农业活动、学习礼教。后梁开平三年（909年），陈苏在此地建造了陈氏祠堂，并在去世后入祠奉祀。同乡人感念他生前的恩德，称他为“高行先生”，陈氏祠堂也改名为“高行先生祠”。
南宋嘉定二年（1209年），南宋朝廷追封陈苏为“英惠侯王”，嘉熙三年（1239年），朝廷加封陈苏为“显佑嘉应侯王”，在祠堂前兴建了宫殿。同年，陈苏十五世孙陈庆英勇抗击蒙兵，血染沙场而被追封为“都统伏魔太尉”，配享于宫，此后该宫庙也因而改称为“陈太尉宫”。
1985年10月11日，陈太尉宫入选第二批福建省文物保护单位；2001年6月，中华人民共和国国务院将陈太尉宫公布为第五批全国重点文物保护单位。

## 建筑
陈太尉宫经历代扩建与重建，现存建筑占地面积1155.05平方米，包括正殿、偏殿、戏台和宫门4个主要部分，均为重檐歇山式屋顶。

### 正殿
陈太尉宫的正殿为陈苏手筑，始建于后梁开平三年（909年），台基高1.2米，面宽3间，通面阔15.5米，通进深9柱、8间、25.43米，面积394.17平方米。正殿内立有36根高4.67米、周长1.16—1.93米的水松木，这些立柱顶上的枋额和屋顶之间的支承构件都是斗拱木块和弓形肘木相纵横层叠，高度甚于立柱本身，其中明间主柱皆用柱头科斗拱，屋面结构通过其过渡到柱顶，并围成一个方形的藻井。正殿规模虽小，但其殿身面阔达6.1米，代表着福建宋构建筑开间尺度之大。

### 偏殿、宫门与戏台
两侧廊庑、偏殿均建于南宋嘉熙三年（1239年），面积74.5平方米，两庑间的天井则有120平方米。宫门和前殿的戏台建于明朝万历年间，为仿宋式建筑，戏台面积65.08平方米，台顶为饰以彩绘的八角形藻井，宫门宽6.4米，门外立有一对石刻对联。

## 图集

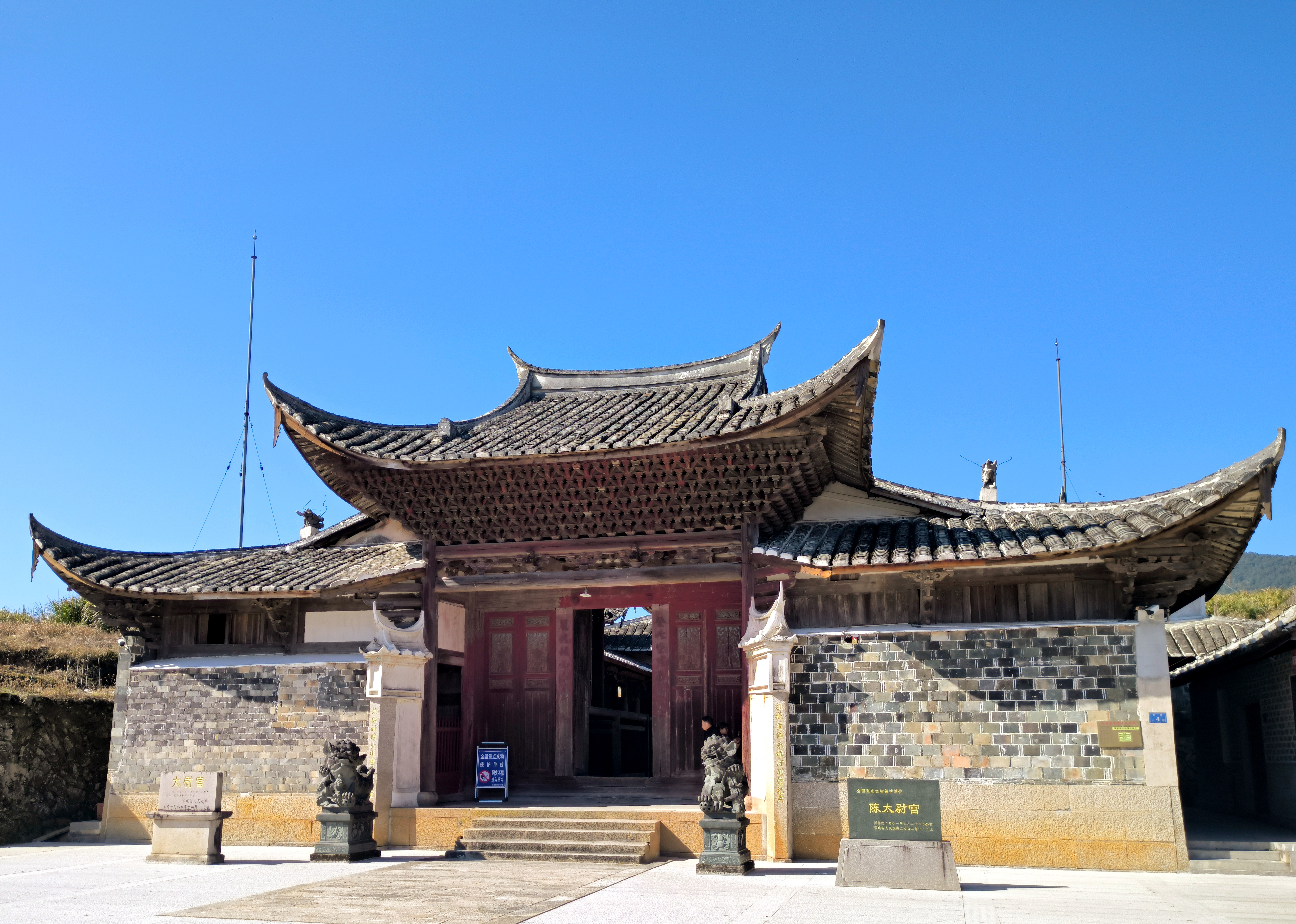
正门及全国重点文物保护单位碑记
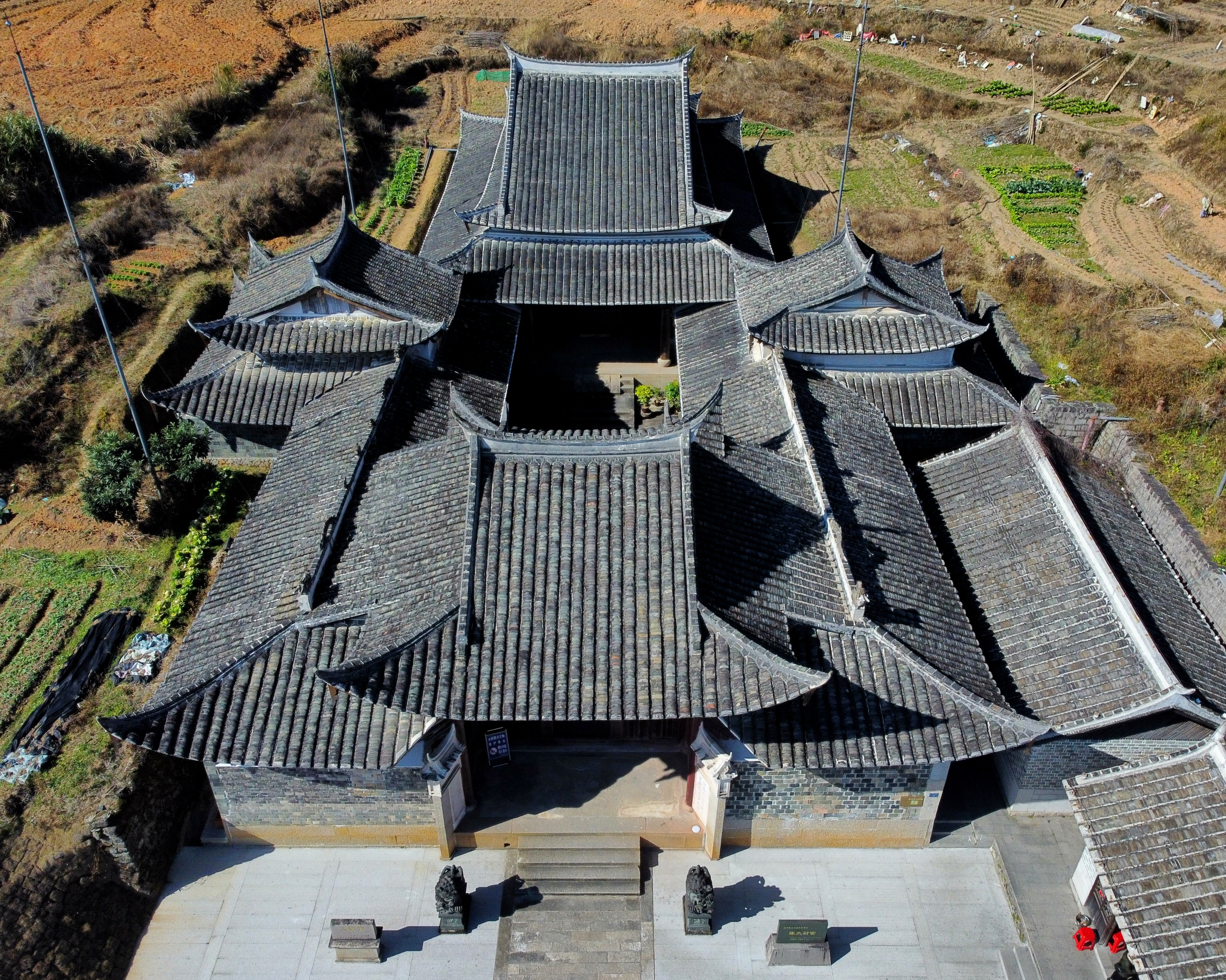
整体建筑的全景
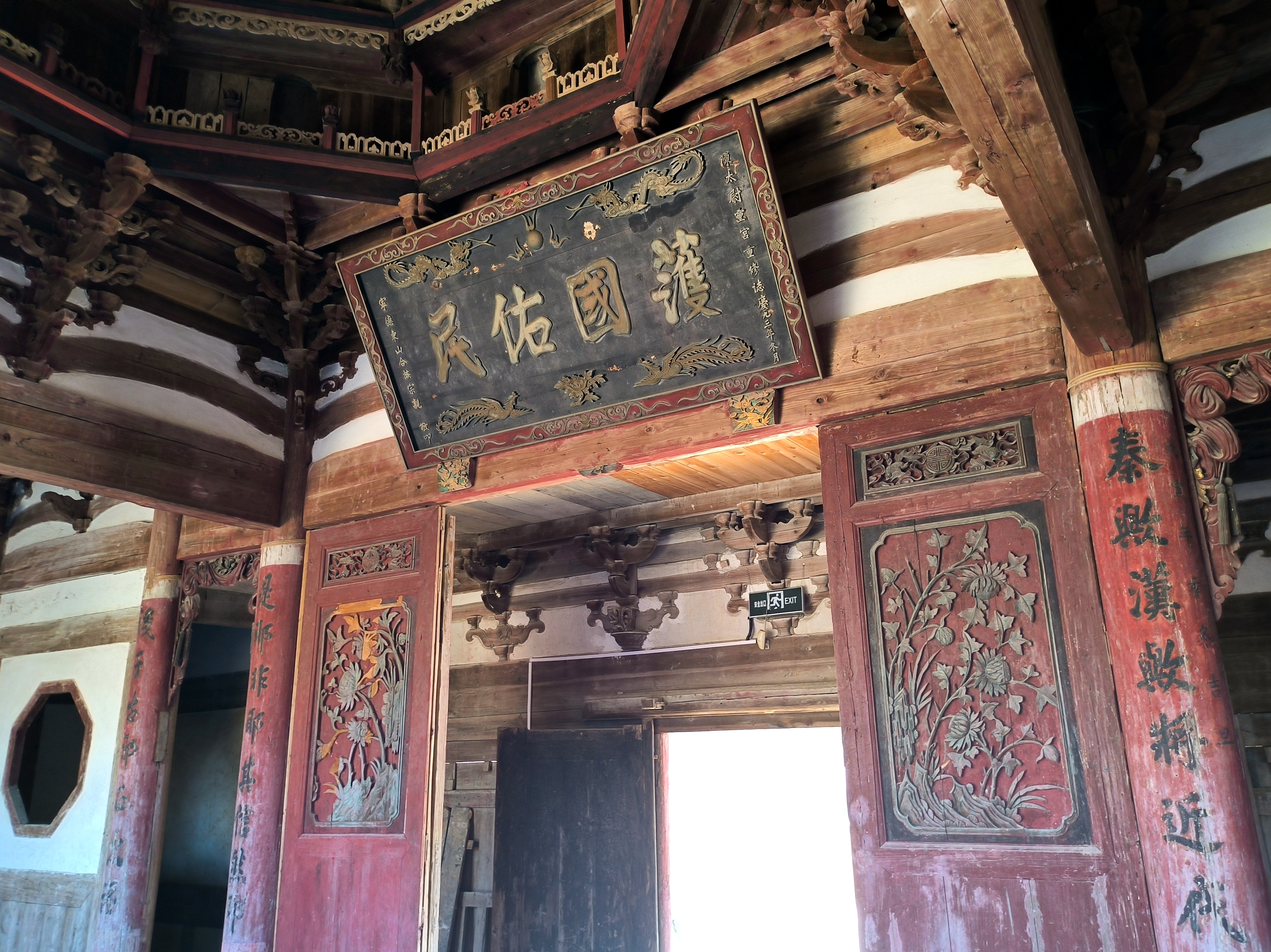
门额上的“护国佑民”匾额
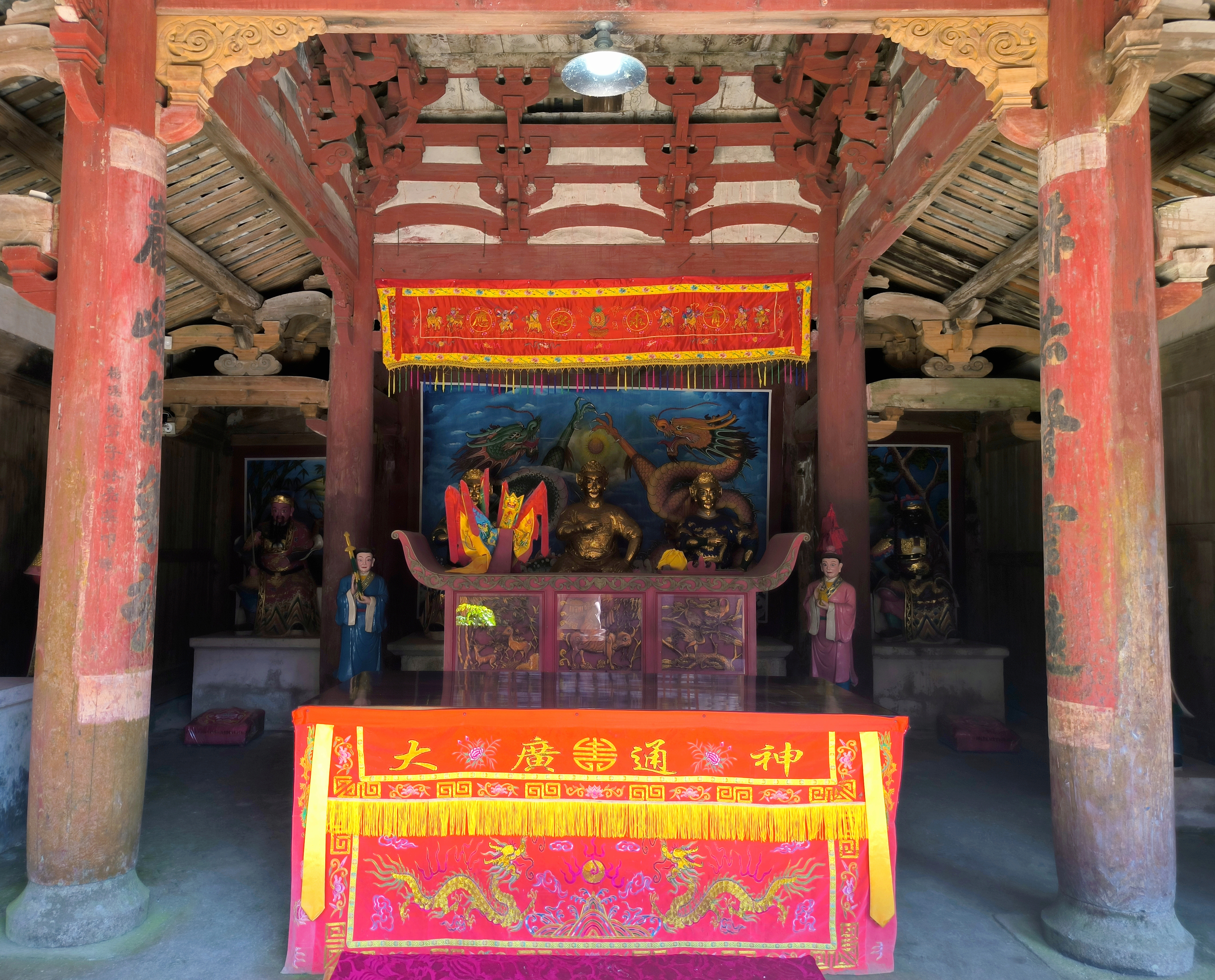
宫内供奉的神像
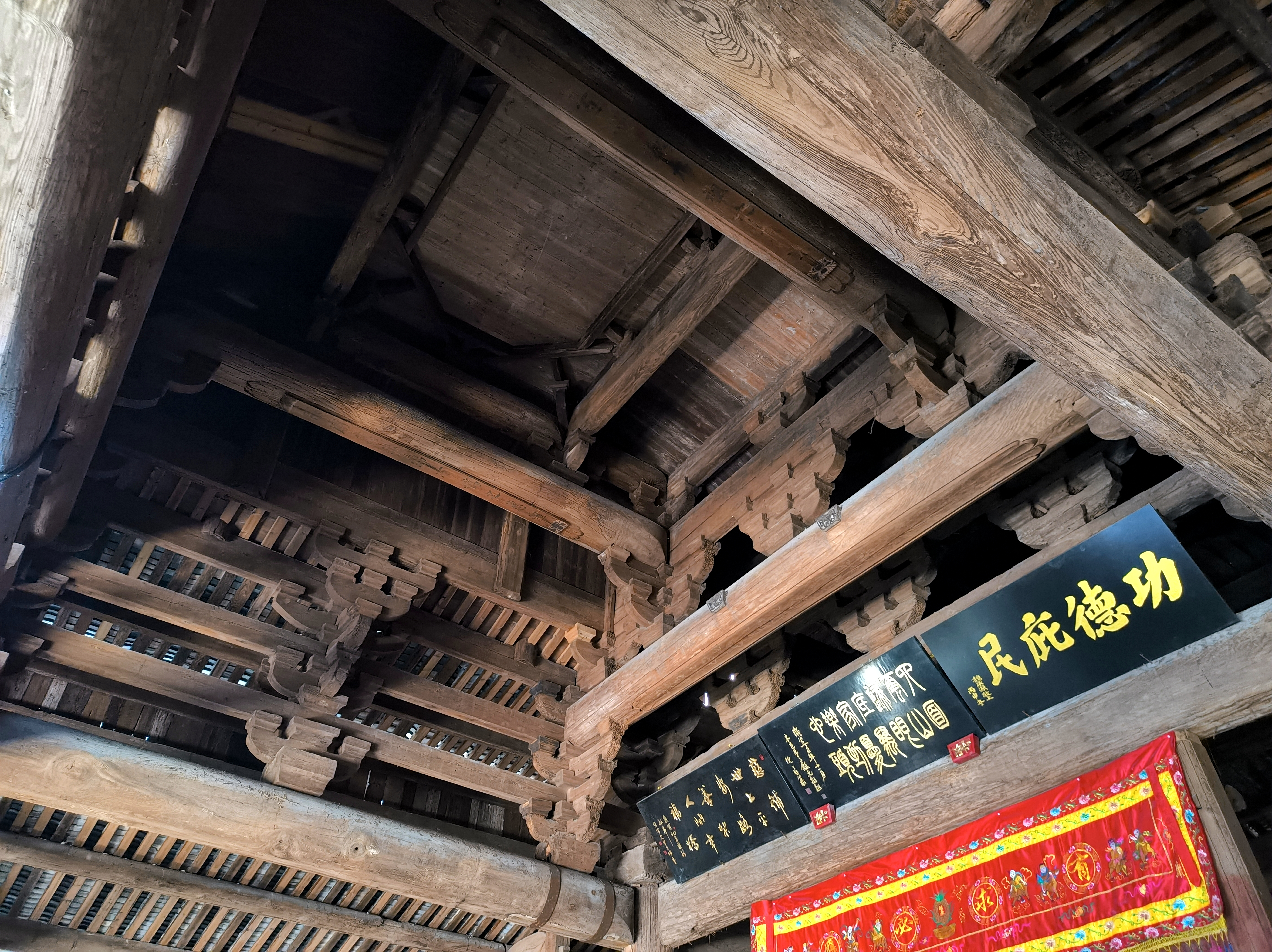
枋额、支承构件及藻井